# David Twersky
David Twersky (n. David Twerski, n. 28 octombrie 1940, Iași, România) este un rabin româno-american, liderul spiritual al satului New Square, New York și liderul mondial al dinastiei hasidice Skverer.